# Justus Datho Quintus

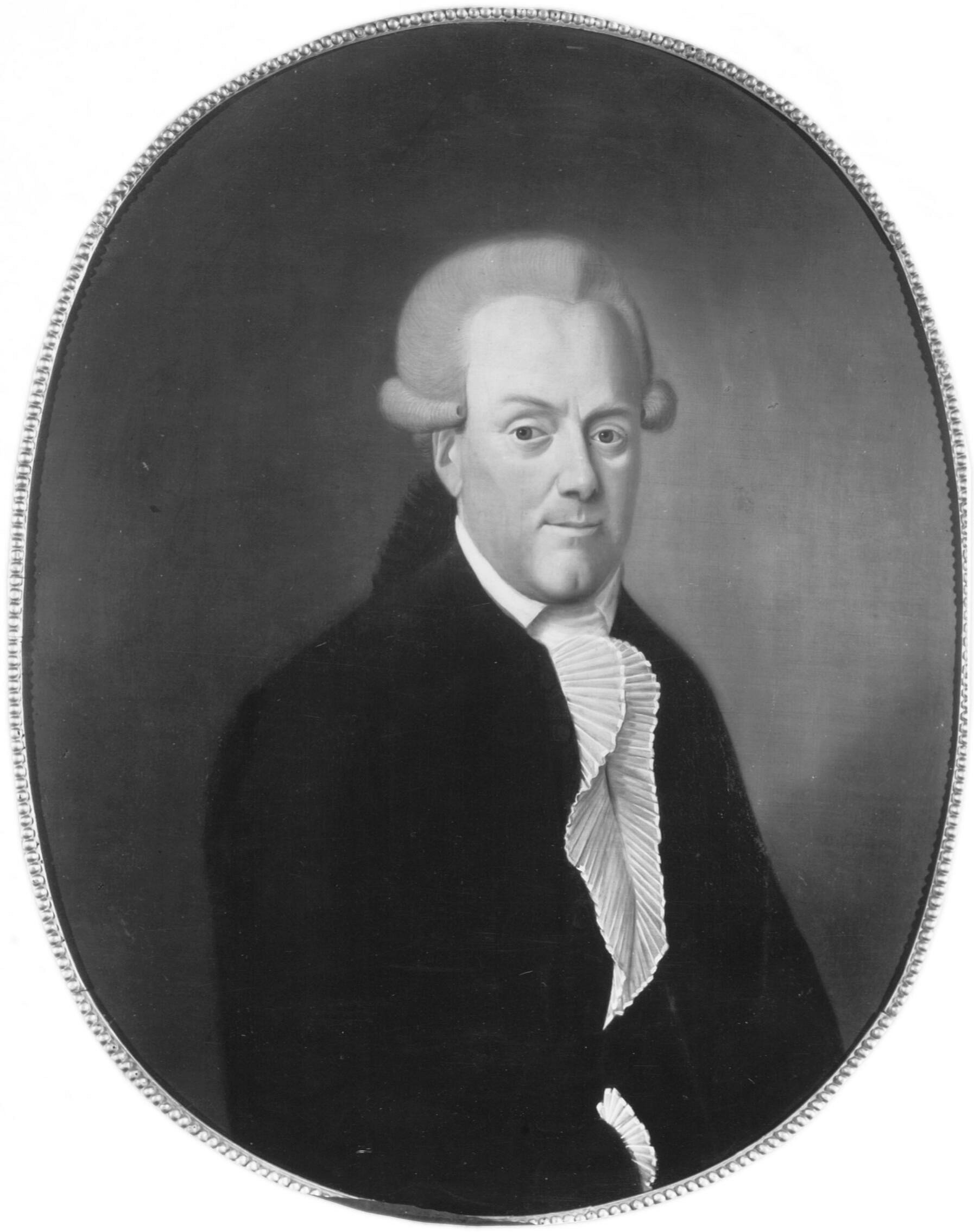
Justus Datho Quintus (1733-1817)

Justus Datho Quintus (Groningen, 18 september 1733 – aldaar, 9 december 1817) was een Nederlandse politicus.
Quintus werd 20 september 1733 in de Martinikerk te Groningen gedoopt als zoon van raadsheer Guillelmus Quintus (1695-1755) en Rebecca Maria Wichers (1704-1784). Quintus trouwde in 1776 met Catharina Johanna Alberda van Ekenstein (1746-1830). Hun zoon Willem Jan (1778-1839) was lid van de Tweede Kamer, hij verkreeg in 1838 het predicaat jonkheer.
Mr. J.D. Quintus was advocaat. Hij werd burgemeester (1786-1795) en maire (1803-1809) van Groningen. Hij opende in 1806 de eerste zitting van de vroedschap in het dan nog niet geheel gereed zijnde nieuwe stadhuis aan de Grote Markt. Vanaf 1814 tot aan zijn overlijden was Quintus lid van de Provinciale Staten en Gedeputeerde Staten van Groningen. In het stadhuis hangt zijn door Bolomey geschilderd portret.
Quintus erfde van zijn ouders het landgoed Groenestein in Helpman. Hij kocht daarnaast in 1797 rechten in de venen en velden in de Onner- en Glimmermarken, waaraan het genot van jacht en visserij was verbonden.